# キルマン (小惑星)
キルマン (6981 Chirman) は小惑星帯に位置する小惑星。イタリア共和国ロンバルディア州ブレシア県バッサーノ・ブレシャーノのバッサーノ・ブレシャーノ天文台で発見された。
天文台の近くの街、マネルビオの病院の外科（イタリア語でChirurgia）に因む名前でChirurgiaとManerbioから造られた造語である。